# Уитридж, Уортингтон
Томас Уортингтон Уитридж (англ. Thomas Worthington Whittredge; 22 мая 1820[…], Спрингфилд, Огайо — 25 февраля 1910[…], Саммит, Нью-Джерси) — американский художник школы реки Гудзон. Много путешествовал и преуспел в пейзажной живописи, образцы которой сейчас находятся в крупных музеях США.

## Биография
Родился 22 мая 1820 года в Спрингфилде, штат Огайо.

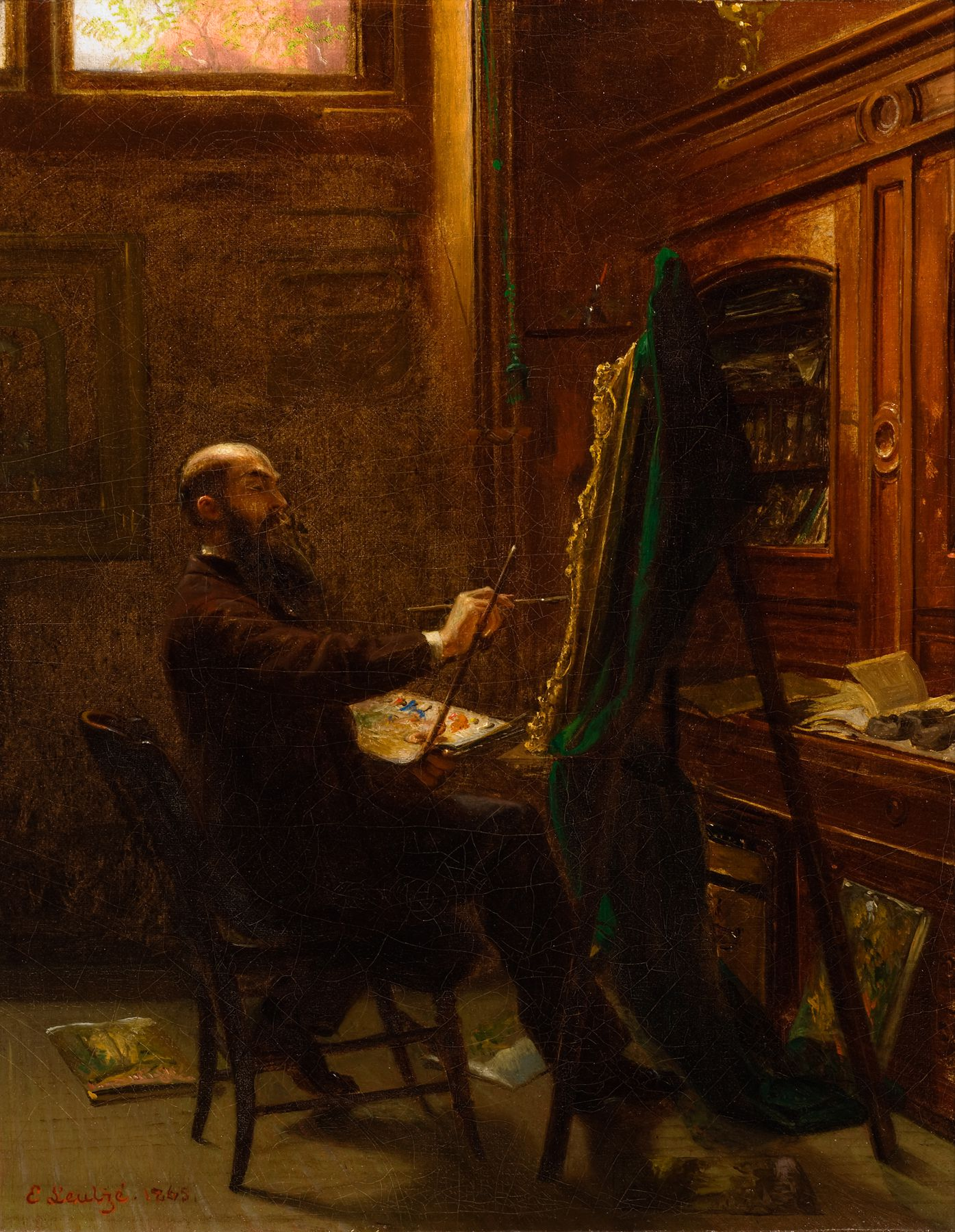
Уитридж в своей студии в Нью-Йорке

В начале своей художественной карьеры писал пейзажи и портреты в Цинциннати. В 1849 году поехал в Европу для продолжения своего образования. Приехав в Германию, он поселился в Дюссельдорфе, учился в Дюссельдорфской художественной школе у Эммануэля Лойце и стал тесно связан с дюссельдорфской школы живописи. Здесь подружился с американским пейзажистом Альбертом Бирштадтом.
В Европе Уитридж провел почти десять лет, встречался и путешествовал со многими видными художниками, в том числе с Сэнфордом Гиффордом, с которым стал дружен. В 1859 году он вернулся в Соединенные Штаты и поселился в Нью-Йорке, начав свою профессиональную карьеру в качестве художника пейзажной живописи в стиле школы реки Гудзон.
В 1865 году вместе с Сэнфордом Гиффордом и Джоном Кенсеттом отправился в путешествие через Великую равнину к Скалистым горам. Результатом этой поездки стали несколько самых важных работ художника. Путешествовал Уитридж по США и в последующие годы. Он занимал пост президента Национальной академии дизайна с 1874 по 1875 годы, был членом приемных комиссий на Всемирной выставке в Филадельфии в 1876 году и Всемирной выставке в Париже в 1878 году.
В 1880 году художник переехал в город Саммит, штат Нью-Джерси, где продолжал писать до конца своей жизни.
Умер 25 февраля 1910 года и похоронен в Спрингфилде, штат Нью-Джерси.

## Работы
Работы Уортингтона Уитриджа находятся в коллекциях многих музеев, включая Метрополитен-музей в Нью-Йорке и Смитсоновский музей американского искусства в Вашингтоне.

## Галерея

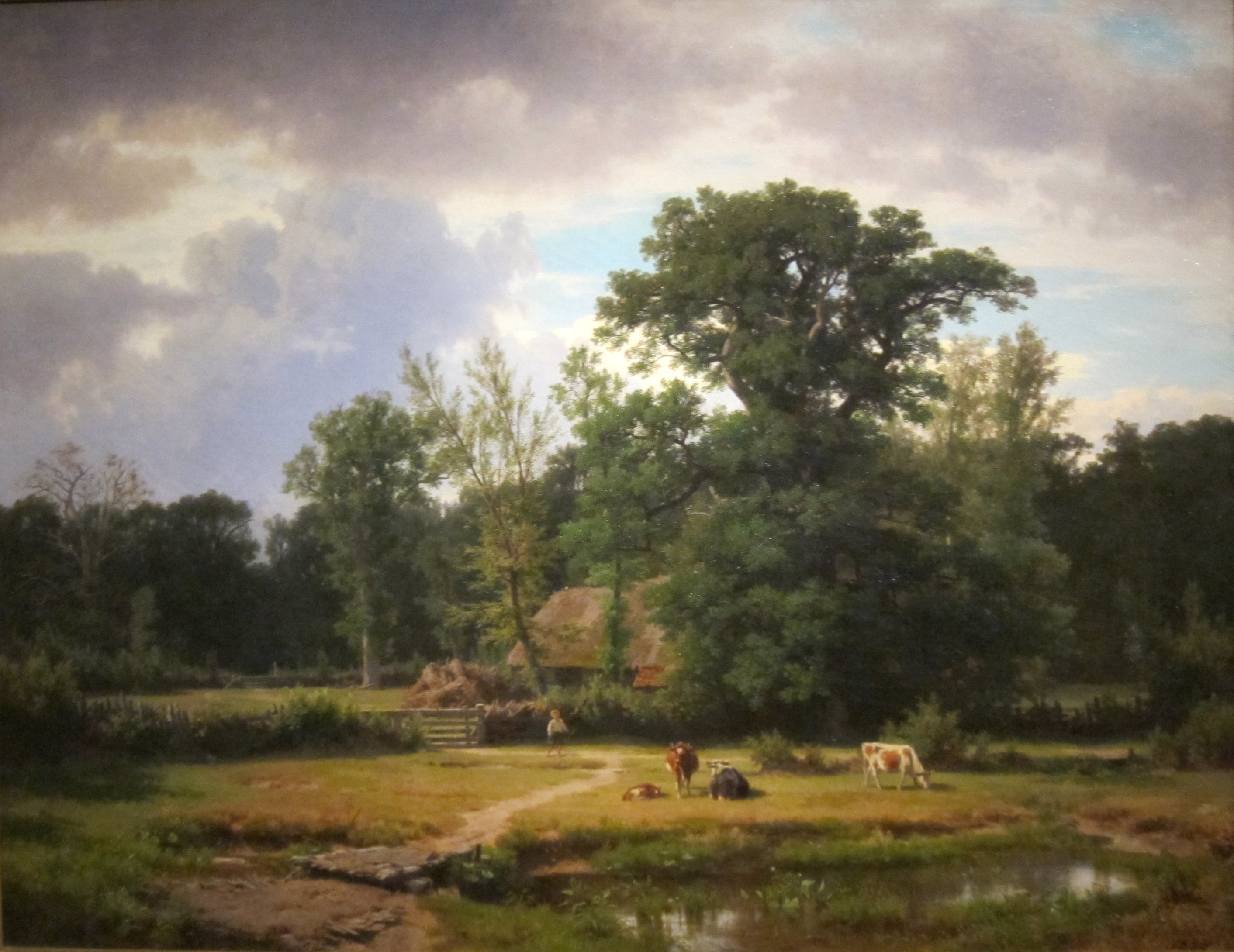
Вестфальский пейзаж.
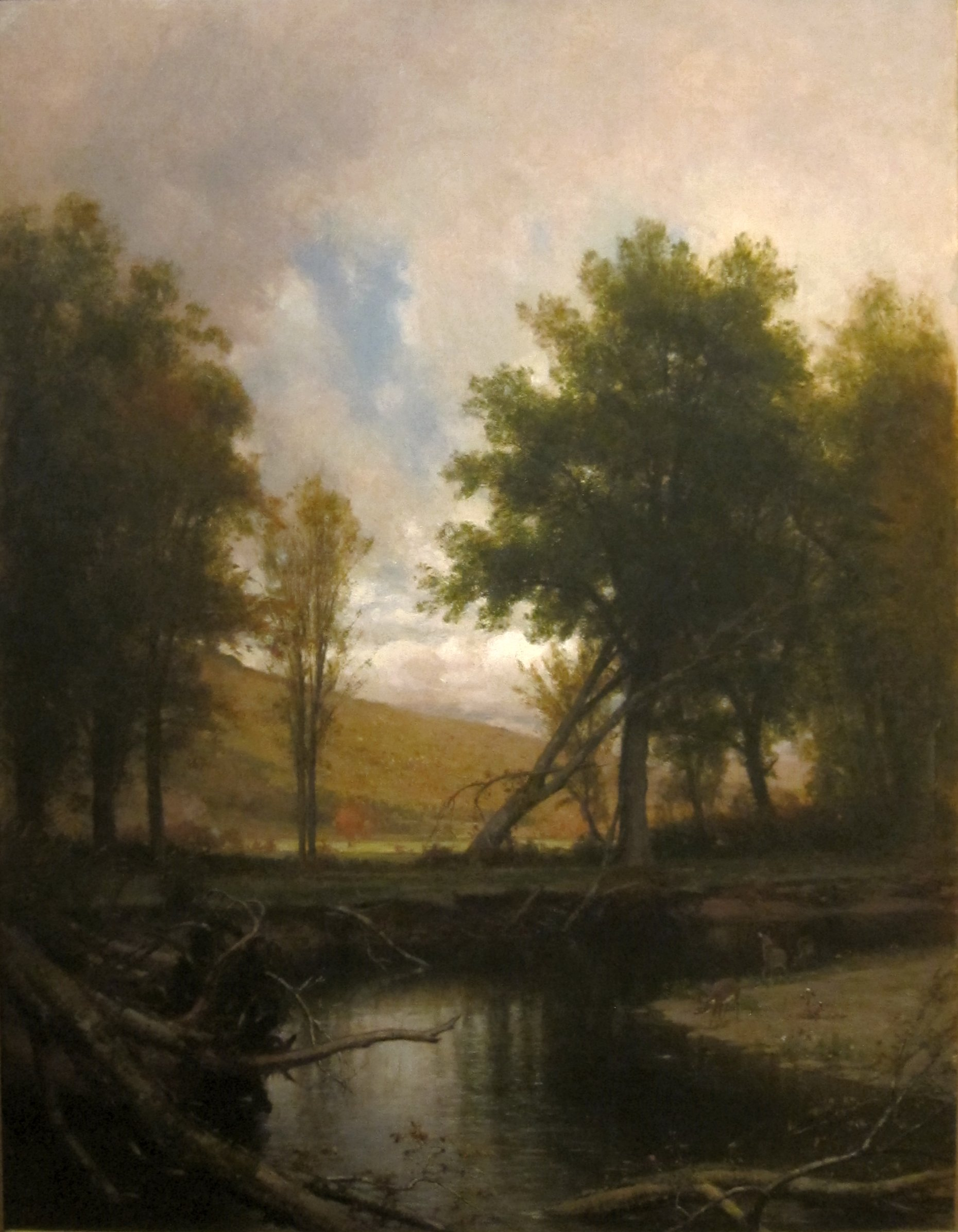
Пейзаж с оленями у реки.
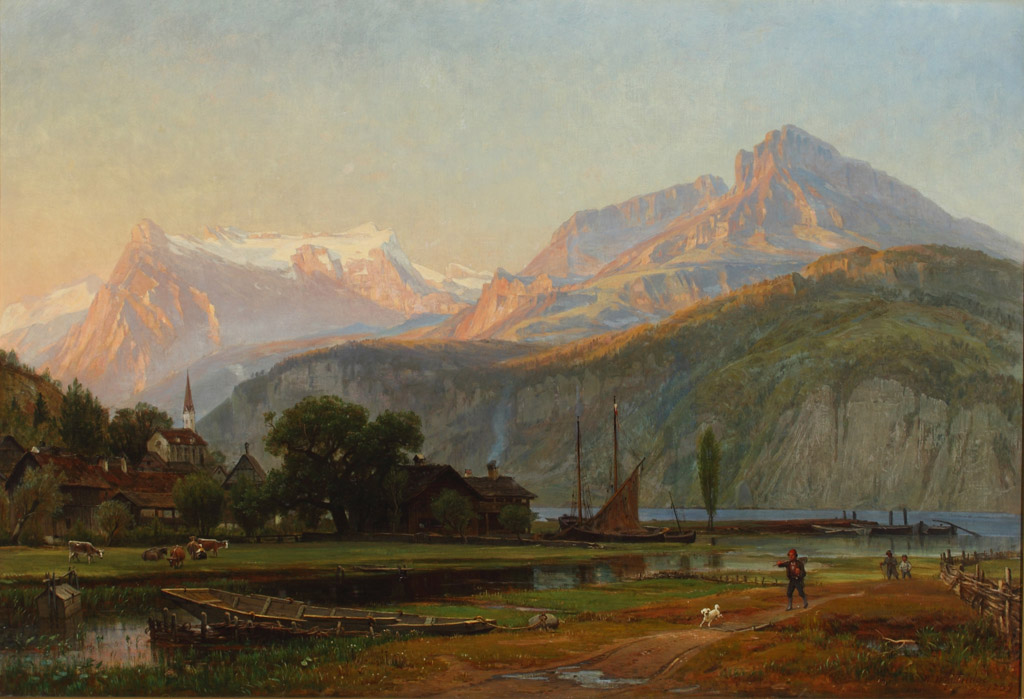
Залив Ури на Люцернском озере.
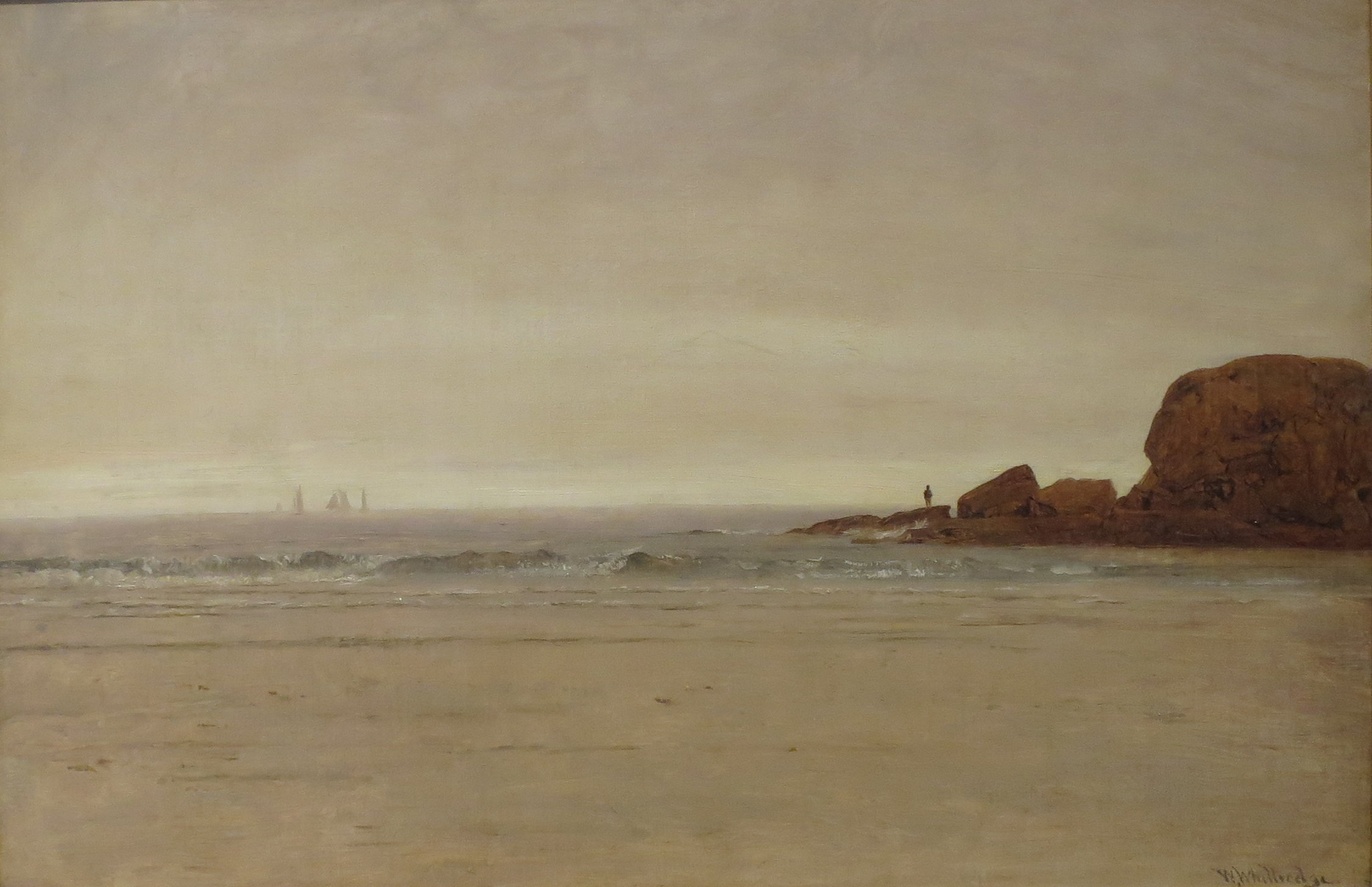
Пляж со скалами.
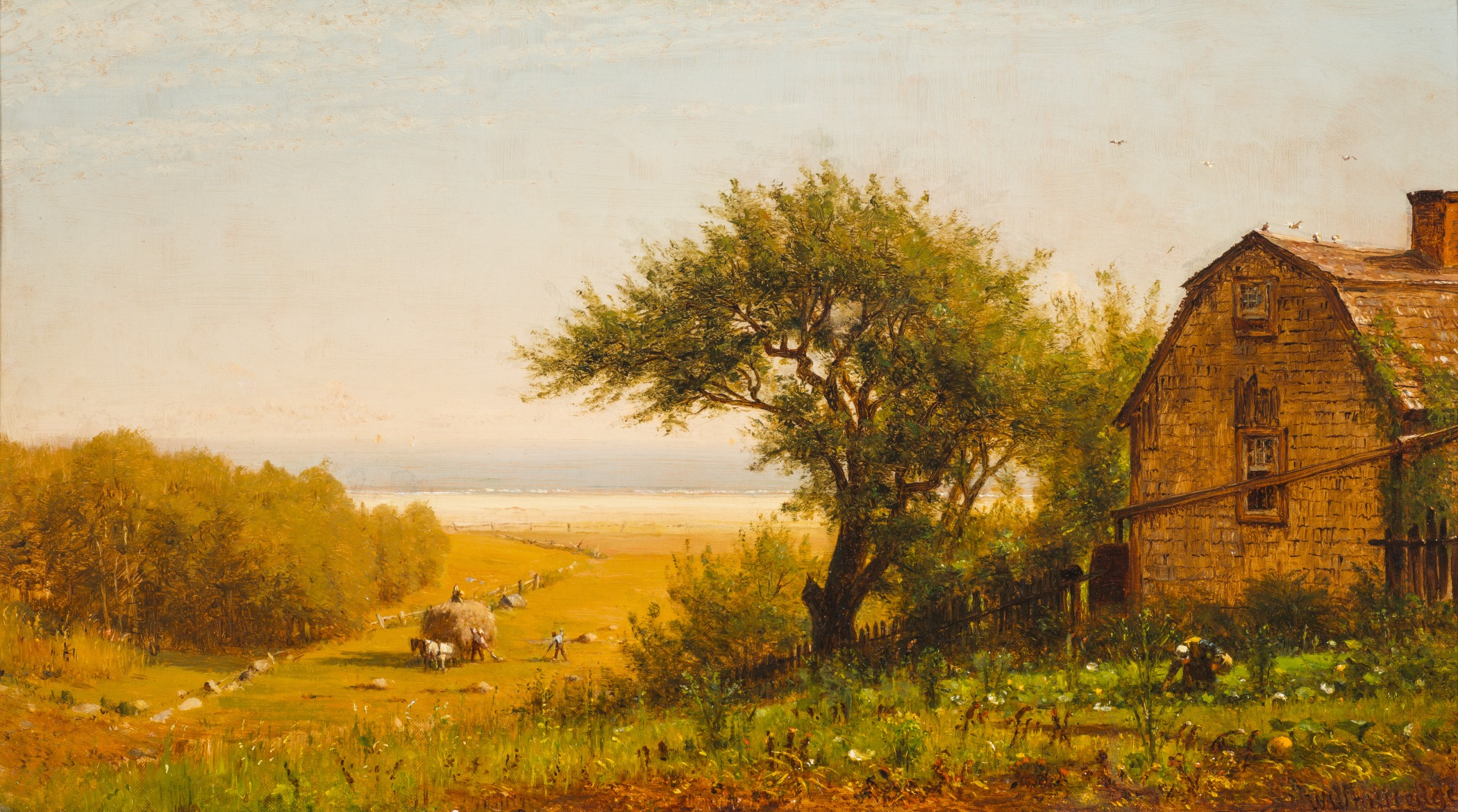
Дом на взморье.
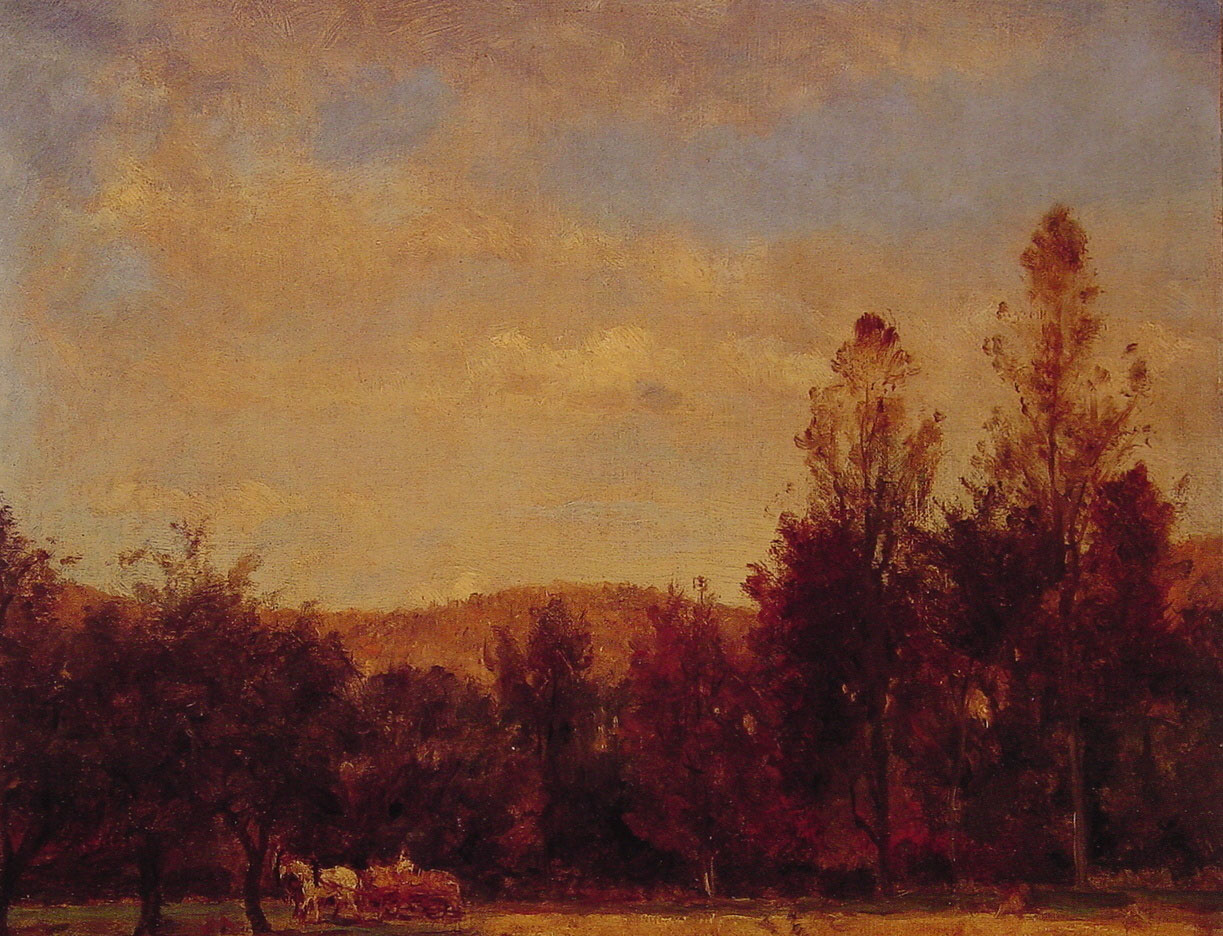
Сбор гречихи.
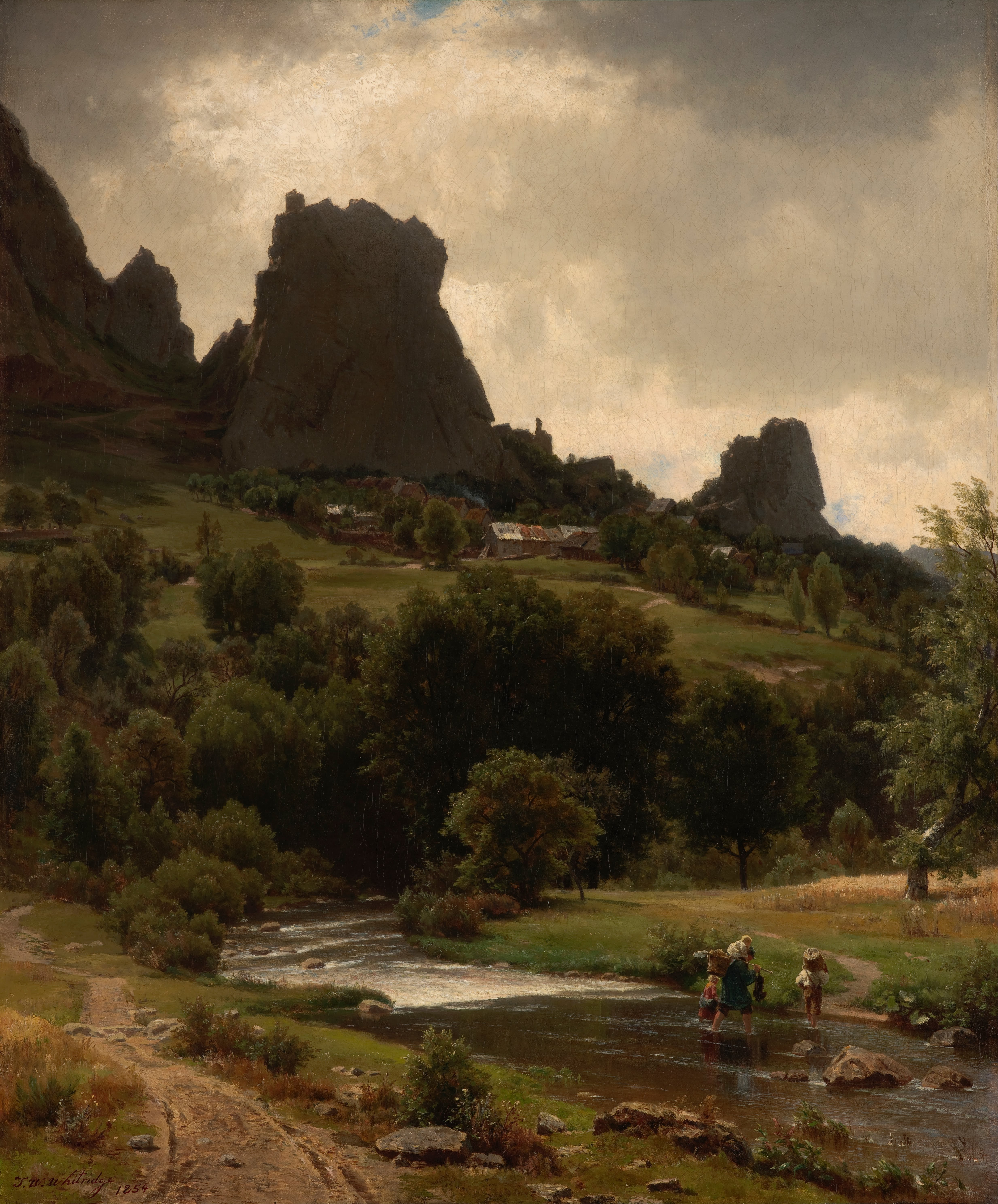
Летняя пастораль.
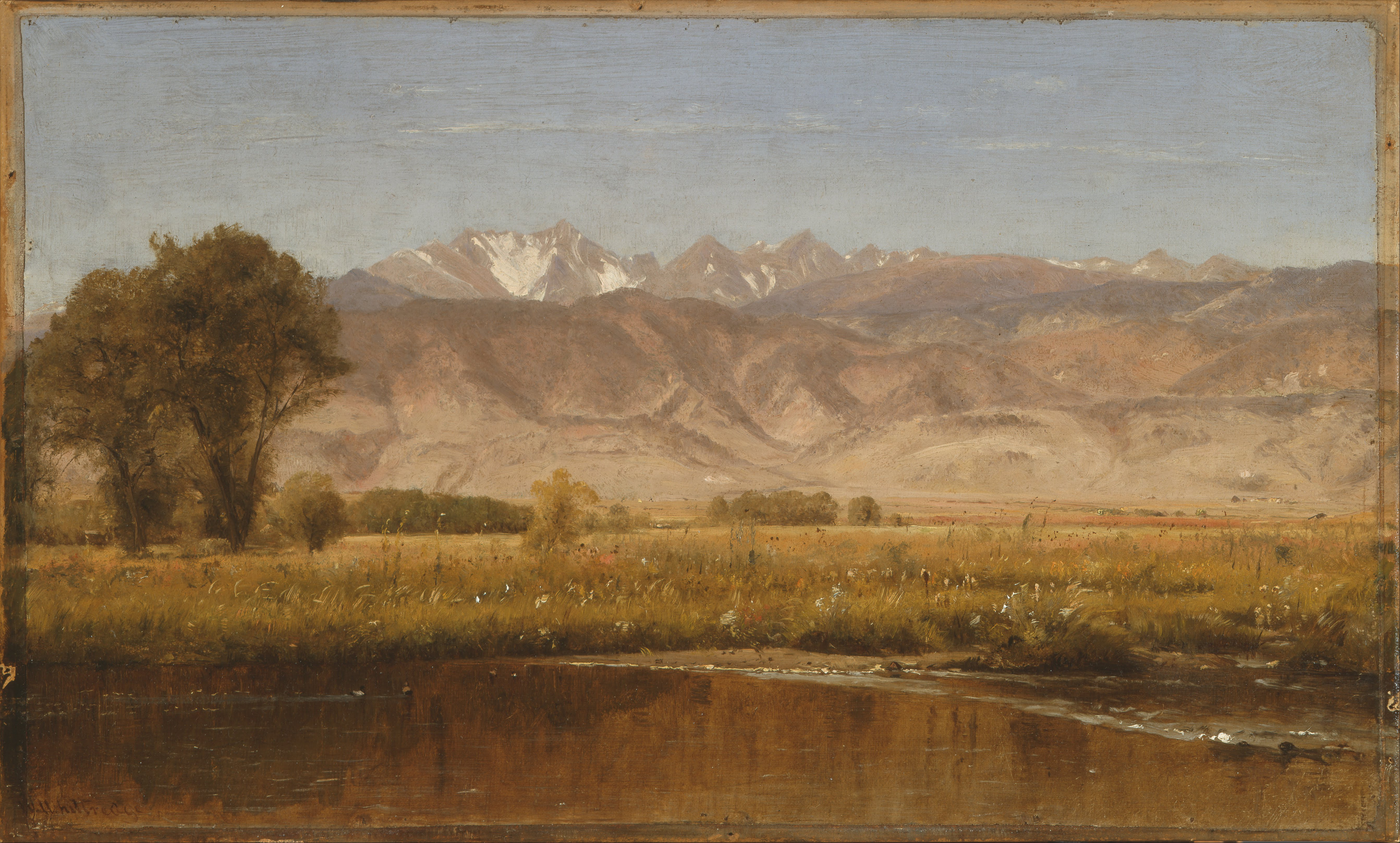
Холмы Футхиллс в Колорадо.
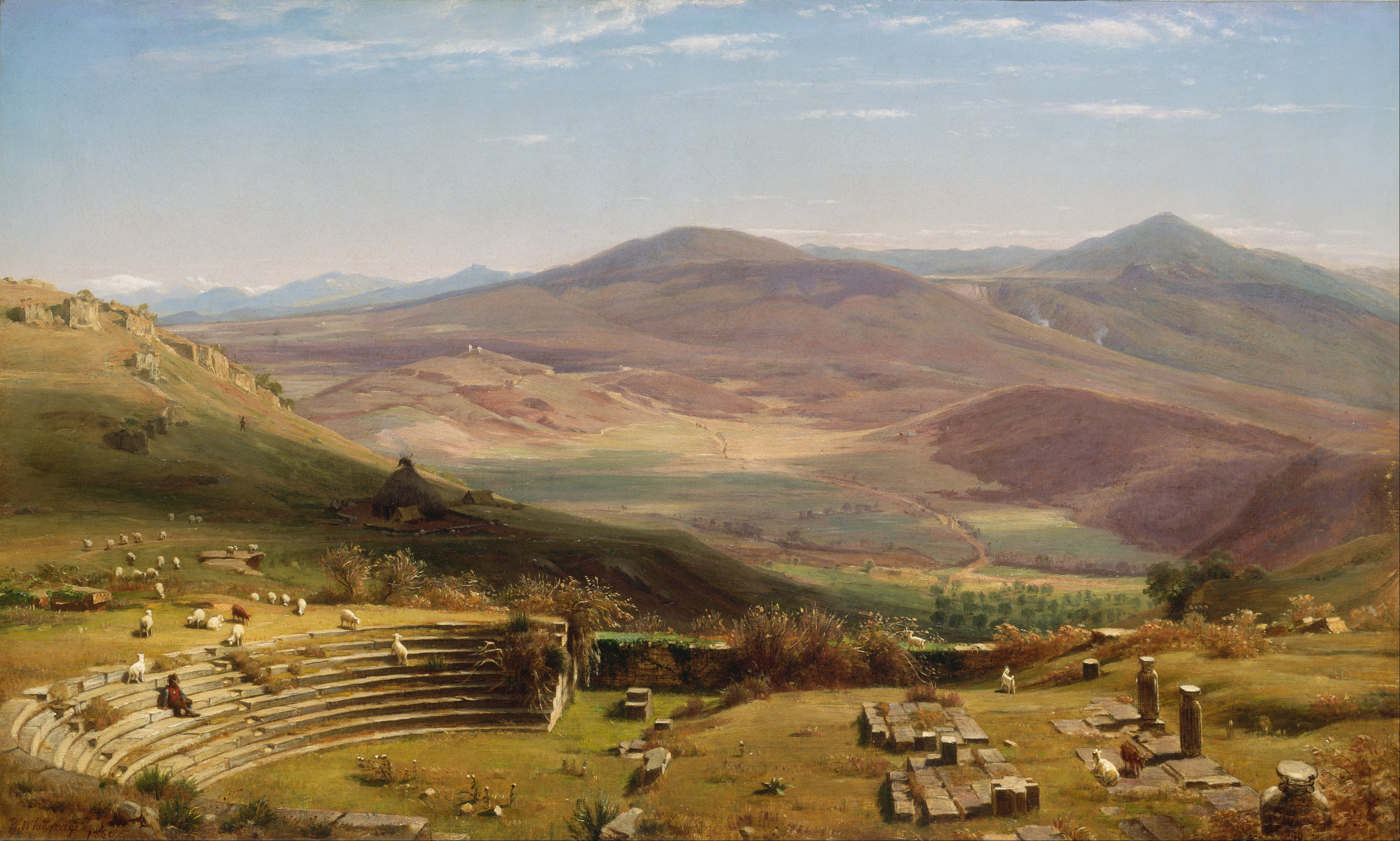
Амфитеатр Тускулума в горах Альбано.